# Reino visigodo de Toledo

Regnum Visigothorum hacia 560. Todavía con Barcino (Barcelona) como capital desde 531, tras la muerte de Amalarico.

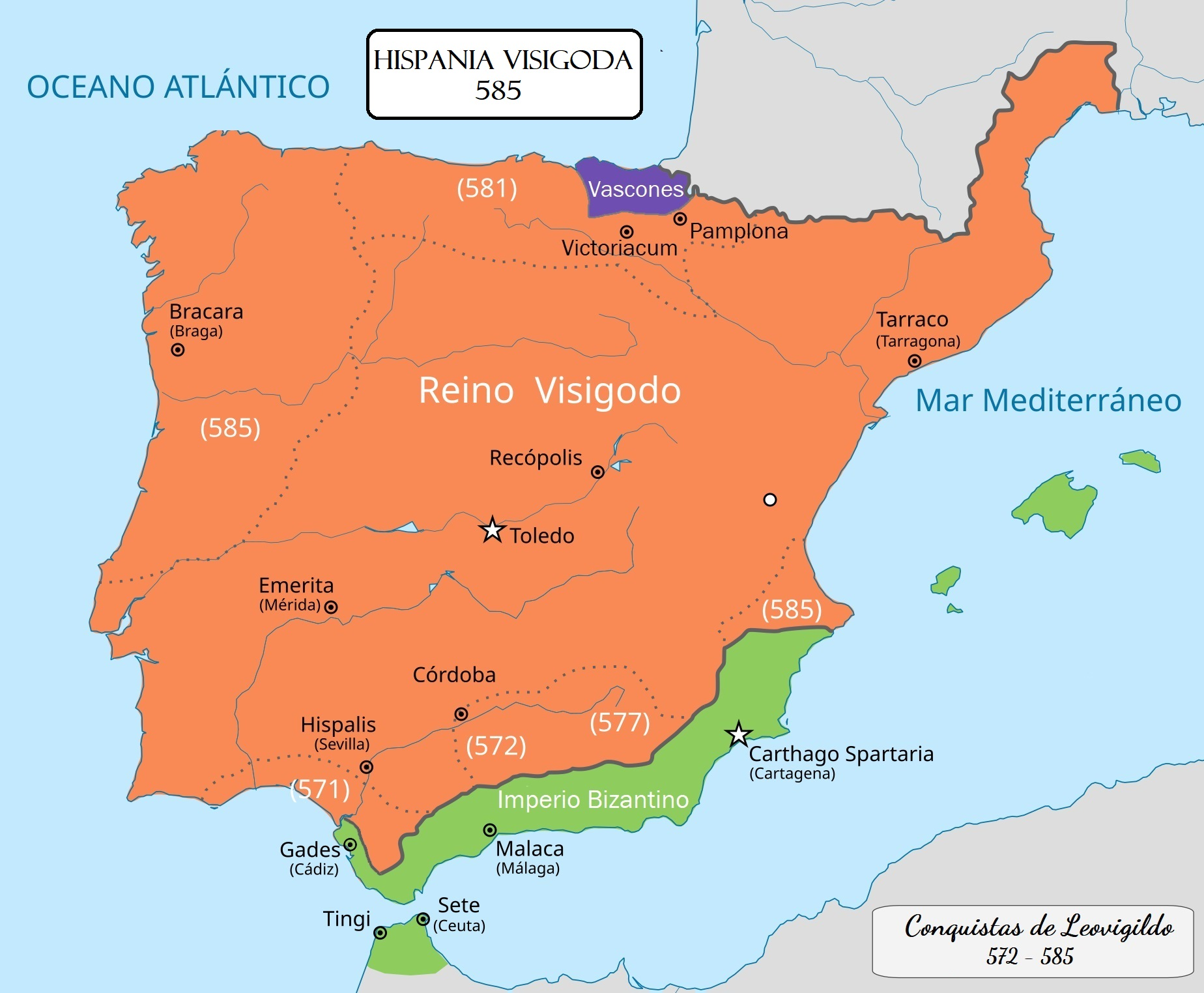
Regnum Visigothorum en 585, tras las conquistas de Leovigildo. La capital era Toletum (Toledo), desde el final del reinado de Atanagildo que murió en 567.

Hispania visigoda en 625, tras las conquistas de Suintila a bizantinos en 624, y vascones en el 625.

El reino visigodo de Toledo (conocido en la época como Regnum gothorum y, después, Regnum Hispaniae o Spaniae) fue un estado germánico fundado tras la derrota de los visigodos en la batalla de Vouillé en 507 a manos de los francos, lo que los obligó a desplazarse con su población a Hispania, si bien en la Galia aún conservaron el extremo occidental de la Narbonense, conocido como Septimania. Este suceso militar supuso el fin del reino visigodo de Tolosa (Toulouse). La nueva capital se situó en Toledo y, aunque no se tiene constancia del momento exacto, se cree que fue durante el reinado de Atanagildo (555-567), pues previamente la capital estuvo en Barcelona y Sevilla. La conversión del rey Recaredo en el 589 al catolicismo, abandonando la fe cristiana arriana, divide su historia en dos grandes periodos con el reinado de Recaredo (586-601) como nexo: el reino visigodo arriano (507-589) y el reino visigodo católico (589-711). La invasión musulmana de la península ibérica, desencadenada a partir de la batalla de Guadalete en 711, puso fin al reino visigodo de Toledo.

## El reino visigodo arriano

### El fin del reino visigodo de Tolosa: la batalla de Vouillé (507)

Reino visigodo de Tolosa a principios del, antes de la batalla de Vouillé (507).

A principios del siglo V el pueblo germánico de los visigodos fue asentado por las autoridades del Imperio Romano de Occidente en la provincia de Aquitania Secunda en la costa occidental de las Galias mediante un foedus firmado el año 418. A cambio de las tierras que obtuvieron y de poder vivir según sus propias leyes y jefes, los visigodos como pueblo «federado» al imperio, debían prestar servicios militares, pero no tenían ninguna autoridad sobre los galorromanos. Asimismo conservaron sus propias costumbres y religión, ya que los visigodos, como los vándalos y los ostrogodos, se habían convertido al cristianismo pero en su versión arriana, que era considerada una herejía por la Iglesia romana, cuyos principios doctrinales habían sido establecidos en el Concilio de Nicea. En el año 475, un año antes del fin definitivo del Imperio Romano de Occidente, el rey Eurico se declaró independiente de Roma y promulgó el código que lleva su nombre, un conjunto de leyes germánicas que solo era aplicable a los visigodos. En 506 Alarico II promulgó el Breviarium Alaricianum, el código de derecho romano que se aplicaría a sus súbditos galorromanos e hispanorromanos, puesto que desde finales del siglo V los visigodos habían extendido sus dominios a Hispania. Al año siguiente los visigodos fueron derrotados por los francos en la batalla de Vouillé, cerca de Poitiers, batalla en la que murió el rey Alarico II, viéndose a partir de ese momento obligados a atravesar los Pirineos en dirección a la península ibérica, a Hispania, poniendo fin así al reino visigodo de Tolosa y en la Galia solo conservaron la provincia de la Narbonense.

### La supremacía ostrogoda (507-549)
Tras la muerte de Alarico II en la batalla de Vouillé, los magnates visigodos eligieron en Narbona como nuevo rey a Gesaleico (507-511), hijo ilegítimo de Alarico II. Gesaleico intentó defender Tolosa, la capital del reino, pero se vio obligado a replegarse hacia Hispania. El desastre visigodo lo evitó el rey ostrogodo Teodorico el Grande al enviar desde Italia un ejército al mando del general Ibba que logró detener el avance franco y recuperar Narbona de manos de los burgundios, aliados de los francos. Sin embargo no pudo impedir que el reino visigodo de la Galia se perdiera para siempre, excepto la Galia Narbonense —también conocida como Septimania—.

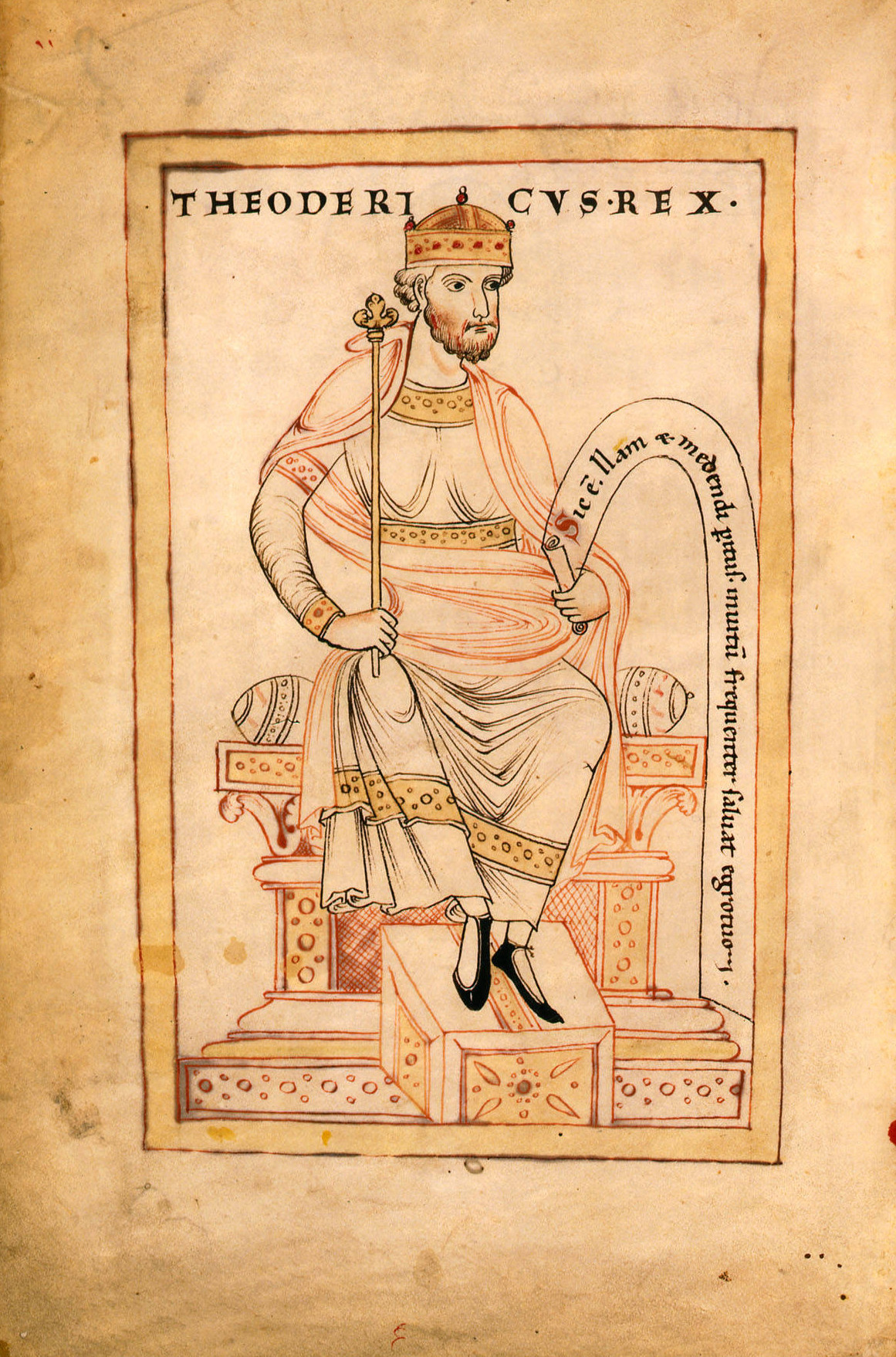
Miniatura medieval que representa al rey ostrogodo Teodorico el Grande que ejerció la regencia sobre el reino visigodo entre 511 y 526 en nombre de su nieto Amalarico.

En 511 por razones desconocidas Gesaleico rompió la alianza con los ostrogodos y se enfrentó a ellos. Resultó derrotado y huyó primero al norte de África, buscando el apoyo del reino de los vándalos —de los que solo obtuvo dinero pero no apoyo militar—, y luego a la Galia, donde consiguió organizar un ejército con el que cruzó los Pirineos, pero fue de nuevo derrotado cerca de Barcino, la actual Barcelona. Gesaleico huyó entonces al reino de los burgundios donde fue capturado y muerto.
Entre 511 y 526, año de su muerte, el rey ostrogodo Teodorico el Grande ejerció la regencia sobre el reino visigodo en nombre de Amalarico, un niño hijo legítimo de Alarico II y nieto suyo. Teodorico confió el gobierno de Hispania a dos funcionarios, uno ostrogodo y otro romano que tuvieron que hacer frente a la difícil recuperación tras el desastre de Vouillé. Además eran los encargados de recaudar el impuesto en grano que Teodorico impuso a Hispania y que servía para alimentar Roma, que levantó protestas por los excesos cometidos de los recaudadores (exactores y compulsores). Al final de su «regencia» Teodorico, nombró gobernador militar de Hispania a Teudis, un ostrogodo acaudalado por haberse casado con una rica hispanorromana, quien llegó a hacerse casi independiente de Teodorico, ya anciano y que se encontraba muy lejos, en Italia. Tal vez Teudis se apoyó en la nobleza visigoda, descontenta porque los más altos cargos del reino eran ocupados por «extranjeros». Sin embargo, Teudis pagó puntualmente el tributo anual debido al monarca ostrogodo.
Tras la muerte de Teodorico el Grande en 526, ocupó el trono visigodo Amalarico (526-531), quien inmediatamente firmó un tratado con el rey ostrogodo Atalarico, sucesor de Teodorico, por el que el reino visigodo quedaba exento del pago del tributo anual y recuperaba el tesoro real que estaba en manos de los ostrogodos desde que estos ocuparan Carcasona tras la derrota visigoda en la batalla de Vouillé. Asimismo quedó fijada la frontera entre los dos reinos en la desembocadura del río Ródano, por lo que se confirmó que la parte occidental de la provincia Galia Narbonense, también llamada Septimania, pertenecía al reino visigodo, y así permaneció hasta el fin del mismo en 711, a pesar de que los francos intentaron arrebatársela en varias ocasiones.
Del reinado de Amalarico los únicos hechos que conocemos son su matrimonio y su muerte. Amalarico se casó con la princesa franca Clotilde —hija de Clodoveo I y hermana de Childeberto I— a la que intentó convertir al cristianismo arriano, recurriendo a la violencia —«ordenó arrojar estiércol sobre ella cuando iba hacia la iglesia; y al final, se dice, Clotilde envió a su hermano un pañuelo manchado con su sangre para demostrar lo miserable de su vida», afirma E. A. Thompson— y a la difamación, pero aquella se mantuvo fiel a su fe cristiana católica. El rey franco Childeberto I decidió intervenir y en 531 invadió la Septimania, derrotando a Amalarico en una dura batalla en Narbona. El rey visigodo huyó a Barcelona, pero allí fue asesinado en el foro cuando intentaba refugiarse en una iglesia católica. Sin embargo, tras su victoria Childeberto y su hermana no intentaron ocupar Hispania y regresaron a su reino franco de la Galia —«O bien los francos habían ya conseguido su objetivo al rescatar a la ultrajada reina o bien el vigor de la defensa visigoda les asustó», afirma E. A. Thompson.
Con Amalarico desapareció el último descendiente de Teodorico I, el fundador del reino visigodo de Tolosa. Le sucedió el ostrogodo Teudis (531-548), quien ya había gobernado Hispania durante la regencia de Teodorico el Grande, y que probablemente estuvo detrás del asesinato de Amalarico, ya que cuando se produjo la invasión franca de la Septimania se había rebelado contra él. De Teudis se tiene constancia del «único caso de legislación visigoda conocida del periodo entre Gesaleico y Liuva»: el 24 de noviembre de 546 el rey promulgó en Toledo una ley sobre los costes y gastos de los litigantes en los procesos judiciales de los hispanorromanos o de los galorroamanos, pero no de los godos, por lo que fue incluida en el Breviario de Alarico y no en el Código de Eurico. Existen historiadores, que han escrito, que este hecho permite inferir que la capital visigoda estaba en Toledo, como dice Edward Arthur Thompson. Sin embargo, parece que fue una residencia real ocasional ya que la capitalidad de Toledo se estableció en el reinado de Atanagildo.
Durante su reinado Teudis tuvo que hacer frente a la invasión franca de 541, que esta vez no se dirigió contra la Septimania, sino que atravesó los Pirineos y se adentró en Hispania. Los francos devastaron gran parte de la provincia Tarraconense y sitiaron Zaragoza durante casi dos meses. Según el cronista franco Gregorio de Tours abandonaron el sitio gracias a la acción milagrosa de la túnica de san Vicente Mártir, aunque en realidad se retiraron porque el general visigodo Teudigiselo los derrotó. Solo dejó vivos a unos cuantos francos a cambio de un rescate, al resto los mató. Era la primera vez que los visigodos derrotaban a los francos y durante más de medio siglo estos no volvieron a atacar.
En cambio Teudis no pudo impedir que el Imperio bizantino, después de haber puesto fin al reino de los vándalos del norte de África, se apoderara en el año 534 de Ceuta (Septem), que estaba defendida por una guarnición visigoda —se desconoce el momento en que los visigodos habían tomado esta ciudad situada al otro lado del estrecho de Gibraltar—. Más tarde Teudis intentó recuperar Ceuta pero fue derrotado. Como ha destacado E. A. Thompson, «los visigodos no volvieron a poner los pies en África».
Teudis fue asesinado en 548. Le sucedió Teudiselo (548-549), el general que había derrotado a los francos siete años antes, pero su reinado fue muy breve porque fue asesinado en Sevilla en diciembre de 549.

### La invasión bizantina y la disgregación política del reino (549-572)

Provincia de Spania del Imperio bizantino.

A Teudiselo le sucedió Agila I (549-554), que no pudo impedir que los bizantinos cruzaran el estrecho de Gibraltar y ocuparan parte de la provincia de la Bética y de la Cartaginense, fundando la provincia bizantina de Spania, en el sur y sureste de la península.
La invasión bizantina fue propiciada por las luchas internas entre los propios visigodos que estallaron durante el reinado de Agila. En 550 se inició la primera rebelión que tuvo lugar en Hispania contra «los godos», con su epicentro en la ciudad de Córdoba, y que consiguió derrotar al ejército de Agila, quien perdió a su hijo y el tesoro real. Mientras Agila se refugiaba en Mérida, Atanagildo, un noble visigodo, se rebelaba también en Sevilla y pedía ayuda a los bizantinos situados al otro lado del estrecho. Así en junio o julio de 552 un ejército bizantino al mando de Liberius desembarcaba en el sur de Hispania, uniendo sus fuerzas a las de Atanagildo. Tres años después, en marzo de 555, Agila era asesinado por sus propios partidarios, quienes proclamaron a Atanagildo como rey para que rompiera su alianza con los bizantinos y los combatiera y expulsara de Hispania.
Atanagildo (555-568) fracasó en su intento de recuperar la zona ocupada por los bizantinos, lo que tampoco consiguieron sus sucesores durante casi tres cuartos de siglo. Se consolidó así la provincia bizantina de Spania, que se convirtió en la posesión más occidental del emperador Justiniano que intentaba recuperar la unidad del antiguo Imperio romano. Tampoco consiguió dominar a los rebeldes de Córdoba y tuvo que hacer frente a otras revueltas. Casó a sus dos hijas, Brunegilda y Galsuinda, con los reyes francos Sigeberto I de Austrasia y Chilperico I de Neustria, aunque al parecer no lo hizo para fortalecer su frontera norte, sino que la iniciativa partió de los reyes francos merovingios —las dos princesas visigodas se convirtieron al catolicismo, la religión de sus esposos y del reino franco—. «Atanagildo dejó el reino arruinado» y el año de su muerte (568), «el reino daba la impresión de que se iba a fragmentar en una serie de reinos independientes», pero «Atanagildo fue el primer rey visigodo, desde Eurico, que murió en su lecho».
Tras la muerte de Atanagildo, trascurrieron cinco meses sin que se hubiera elegido un nuevo rey —y sin que sepamos las razones—. Los magnates de Septimania eligieron a Liuva I (568-572), pero esto no satisfizo a los magnates de la península, en especial al clan de Atanagildo, lo que produjo un compromiso de elegir a su hermano Leovigildo, y repartirse el poder, mientras Liuva se ocupaba de la defensa de la Septimania, de nuevo amenazada por los francos, Leovigildo quedó encargado de los asuntos de Hispania y contrajo matrimonio con la viuda de Atanagildo. Cuando Liuva murió en 572, Leovigildo quedó como gobernante único del reino. «Iba a ser el más grande de sus reyes», afirma E. A. Thompson.
El problema de la sucesión al trono
Durante estos años del reino visigodo arriano «nada menos que cuatro reyes sucesivos fueron asesinados: Amalarico, Teudis, Teudigiselo y Agila. Eso es demasiado incluso para el siglo VI. Tras contarnos el asesinato de Teudigiselo, Gregorio de Tours observa que los godos han adoptado la odiosa costumbre de matar con la espada a los reyes que no les satisfacen y hacer rey a cualquiera que les venga en gana. Isidoro de Sevilla parece incluso desaprobar a los asesinos de Agila. De hecho, el principio de la sucesión hereditaria al trono nunca arraigó entre ellos, aunque algunos reyes intentaron implantarlo por todos los medios; la forma de la sucesión constituía todavía un problema sin resolver cuando el reino fue destruido».

### El reinado de Leovigildo (572-586)

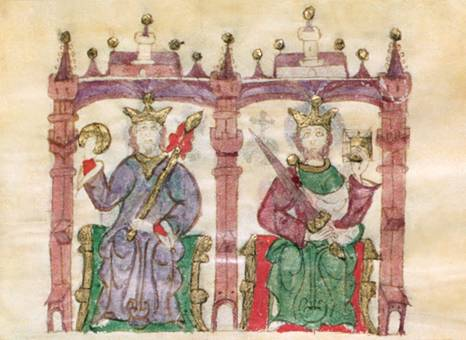
Miniatura medieval que muestra a los reyes godos Liuva I (izquierda) y Leovigildo (derecha).

El reinado de Leovigildo se conoce con detalle gracias a la extraordinaria crónica escrita por Juan de Biclaro, un monje godo católico de Scallabis (la actual Santarem), quien a pesar de haber sido desterrado por Leovigildo escribió encendidos elogios de este monarca, quien «de manera sorprendente consiguió restaurar en sus antiguos límites la provincia goda, disminuida hasta entonces por las rebeliones» (Provinciam Gothorum, quae iam pro rebellione diversorum fuerat diminuta, mirabiliter ad pristinos revocat terminos). Isidoro de Sevilla escribió sobre Leovigildo: «que afrontó los problemas con los suevos, los pueblos del norte y los bizantinos, devolviendo la grandeza al reino visigodo». 
La misma valoración manifiestan los historiadores actuales, como E. A. Thompson:

Leovigildo fue el más notable de los reyes arrianos de España. Restauró el poder de la monarquía, reimplantó el control visigodo sobre las enormes zonas del país que Atanagildo había perdido, y al final de su reinado incorporó a sus dominios el reino suevo de Galicia. Reformó la moneda, restableció el orden después del caos financiero, y mandó acuñar monedas totalmente diferentes de las bizantinas...

#### La restauración del reino
Entre 570, cuando solo estaba asociado al trono, y 578, cuando ya llevaba seis años siendo rey, Leovigildo llevó adelante una ambiciosa política de restauración de la autoridad de la monarquía visigoda sobre las zonas de Hispania que Atanagildo había perdido.
Comenzó en 570 con el ataque a la provincia bizantina de Spania, en un momento en que las preocupaciones del emperador estaban centradas en las amenazas que provenían del otro extremo del Imperio. Devastó la región de Bastetania (alrededor de las ciudades de Baza, que cayó en sus manos, y de Málaga), «pero no tenemos pruebas de que fuera capaz de penetrar en medio de la provincia bizantina y al alcanzar el mar en algún punto entre Málaga y Cartagena». En la campaña del año siguiente capturó Asidona (Medina Sidonia), que fue entregada por un tal Frumentarios, de «nacionalidad» desconocida, y los soldados de la guarnición bizantina fueron muertos. Sin embargo, Leovigildo no pudo tomar ninguna otra ciudad y ya no volvió a combatir contra ellos.
Su siguiente objetivo fue poner fin a la rebelión de Córdoba que había comenzado en tiempos de Agila y que Atanagildo no había conseguido reprimir. Al mismo tiempo tuvo que hacer frente a una revuelta campesina que se desarrolló cerca de allí y que le obligó a someter «muchas ciudades y fortalezas» (Multasque urbes et castella). Años más tarde, en 577, también tuvo que acabar con una segunda revuelta de campesinos (rustici) que se produjo en Orospeda, la parte oriental de Sierra Morena.
Entre 573 y 576 se ocupó del noroeste del reino, fronterizo con el reino de los suevos. Así en 573 sometió la Sabaria, un territorio del que se desconoce su localización exacta. Al año siguiente tomó la ciudad de Amaya, y con ella toda la provincia de Cantabria quedó sometida. En 575 se apoderó de la región de Orense haciendo prisionero a Aspidius, loci senior de aquel territorio. De esta forma recuperó la enorme franja de terreno de la parte visigoda de la frontera con el reino suevo, formada por Orense, Asturias y Cantabria, y que en la práctica eran independientes. En 576 penetró en el reino suevo, pero llegó a firmar la paz con su rey Miro (570-582). Durante esos años también luchó contra los runcones, pueblo independiente entre Salamanca y Extremadura.
También fundó el campamento de Villa Gothorum (actual Toro) y en 582 la ciudad de Victoriacum, desde donde controlará los ataques de los vascones.
Así pues Leovigildo «gobernó toda la Península Ibérica, aparte de la provincia bizantina y el reino suevo, a los que había puesto en peligro, y a los vascones en el norte, a los que los reyes godos nunca consiguieron subyugar. Celebró el final de sus campañas fundando en Celtiberia la ciudad de Recópolis, llamada así —cosa curiosa, en griego― por el nombre de su hijo menor, Recaredo. Es el único rey germano que fundó una nueva ciudad. Sus ruinas están todavía en la colina del Cerro de la Oliva, mirando al Tajo, al sur del pueblo de Zorita de los Canes».

#### El fortalecimiento del poder del rey

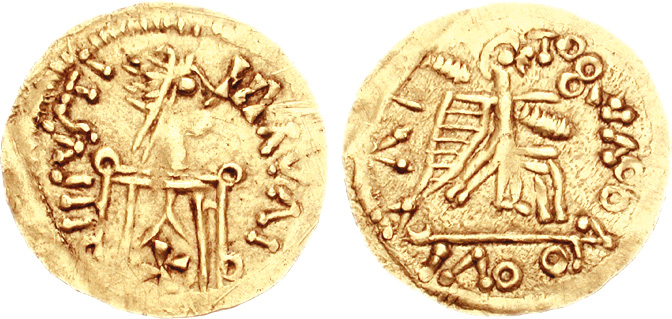
Tremís de Leovigildo.

Al mismo tiempo que restablecía el dominio territorial de la monarquía visigoda, Leovigildo se ocupó de fortalecer el poder del rey. Para ello, por primera vez en la historia del reino visigodo, se vistió con ropajes que le distinguieran de sus súbditos y adoptó el ceremonial de la corte del emperador bizantino, poniendo fin así también al fácil acceso que tenían los nobles visigodos al rey, como ocurría con los antiguos jefes germánicos. Isidoro de Sevilla dice que llevaba «ropajes regios y estaba sentado en su trono» (regali veste opertus solio resedit). Con la misma finalidad mandó acuñar monedas totalmente diferentes de las bizantinas, que mostraban el busto del rey y su nombre.
Leovigildo también quiso poner fin al eterno problema de la sucesión al trono, intentando conseguir que la monarquía visigoda fuera hereditaria. Para ello, como había hecho su hermano Liuva I con él, en 573 asoció al trono a sus dos hijos Hermenegildo y Recaredo, con la idea de que le sucedieran a su muerte. Pero su acción tuvo un éxito relativo. Le sucedió su segundo hijo Recaredo —su primer hijo Hermenegildo se rebeló contra él y fue ejecutado—, y a este le sucedió su hijo, pero Liuva II fue destronado y asesinado en 603, solo dos años después de haber sido proclamado rey.
Leovilgido llevó a cabo una revisión completa del Código de Eurico por el que se regían los visigodos (los hispanorromanos y los galorromanos de Septimania se regían por un código legal diferente: el Breviarium de Alarico) lo que dio nacimiento a un nuevo código que es conocido como el Código de Leovigildo, pero su título original no ha llegado hasta nosotros ya que no se ha conservado ninguna copia del mismo. Su contenido lo conocemos gracias a que trescientas cuatro de sus leyes fueron incluidas sin cambio alguno en el Código de Recesvinto publicado a mediados del siglo siguiente y en el que aparecen con el nombre de leyes antiquae. Entre las nueve leyes que promulgó —que nunca las justifica recurriendo a argumentos religiosos— destaca una por la que abolió la prohibición de los matrimonios mixtos entre godos e hispano-romanos —en el Breviarium de Alarico estaban castigados con la pena de muerte y la Iglesia católica de Hispania también los había condenado—.
El sentido de esta ley ha sido objeto de debate. Algunos historiadores han defendido que su propósito era convertir a visigodos y a hispano- romanos en un pueblo unido, pero E. A. Thompson afirma rotundamente que «no se trata de eso». Según este historiador británico, «el rey dio sus motivos en el texto de la ley, y no decía nada acerca de un cambio de política de tal alcance en las relaciones entre pueblos. Según sus propias palabras, la antigua ley había perdido su fuerza y la revocaba porque no podía dársela de nuevo. Su acción no formaba parte de un intento sistemático de unir a los dos pueblos de su reino: no tenemos pruebas de que algo así hubiese jamás existido en su mente. De hecho, conocemos varios casos de matrimonios mixtos en el siglo VI, cuando todavía eran ilegales, mientras que, cosa curiosa, sabemos de muy pocos a partir del siglo VII, cuando eran legales. [...] Tampoco tenemos pruebas de que Leovigildo retirase, en ningún aspecto, el trato de favor del que los godos disfrutaban con respecto a sus vecinos hispano- romanos».
En relación con el supuesto propósito de crear un pueblo único fusionando a visigodos e hispano-romanos, Leovigildo ha sido acusado de haber puesto fin a la tolerancia de los reyes visigodos arrianos hacia los católicos de su reino y hacia su Iglesia y haberlos «perseguido». E. A. Thompson rebate esta afirmación destacando que «solo sabemos de cuatro personas concretas que sufrieran penalidades durante su reinado a causa de sus creencias religiosas» y que la política anticatólica solo se produjo como respuesta a la rebelión de Hermenegildo, quien ordenó la persecución de los cristianos arrianos en los territorios que estuvieron bajo su control. Como prueba de que antes de la rebelión no hubo ninguna persecución de los católicos, Thompson aporta una cita de la crónica de Juan de Biclaro, un monje godo católico: Cuando Leovigildo estaba reinando en medio de la paz y la tranquilidad, una lucha interina terminó con la seguridad de sus adversarios. «Difícilmente hubiera podido hablar de paz y de quietud si se estuviera llevando a cabo en el tiempo en cuestión una persecución de los católicos. Y ¿quiénes eran los adversarios del rey sino los mismos católicos? Lo que la revuelta produjo, según Juan de Biclaro, fue la destrucción de la «seguridad» de los católicos». Así pues, «no hay motivos para pensar que la posición de los católicos empeorase en los diez primeros años de su reinado».

#### La rebelión de Hermenegildo
En 579 Hermenegildo se había casado con una princesa franca católica llamada Ingunda, hija de Sigeberto I, rey de Austrasia. La personalidad de esta chocó con Goswinta, la mujer de Leovigildo, que era arriana. Esto llevó a Leovigildo a mandar a su hijo a Sevilla, encargado del gobierno de la Bética, con una amplia autonomía.
En Sevilla Hermenegildo conoció a Leandro, hermano de Isidoro de Sevilla, que junto con la influencia de su mujer hacen que Hermenegildo se convirtiera al catolicismo. Además dio un segundo paso que fue la acuñación de moneda con el título de rey. Se levantó en armas contra su padre y pidió apoyo a los bizantinos en el 582, enviando a Leandro a Constantinopla para pedir el apoyo de Bizancio. La primera reacción del padre fue reunir un sínodo arriano en Toledo e intentar negociar con su hijo una salida a la situación, pero no se llegó a un acuerdo, lo que provocó una guerra civil.
En 582 Leovigildo se dirigió con su ejército a Mérida, donde había muchos seguidores de Hermenegildo, y la tomó. En 583 reunió un gran ejército e impidió que los bizantinos intervinieran en el conflicto. Después atacó Sevilla y venció a un grupo de suevos bajo el rey Miro que había venido a socorrer a Hermenegildo. Tomó y restauró Itálica y se asentó en ella con su ejército hasta que tomó Sevilla al asalto.
Hermenegildo se trasladó a Córdoba donde fue apresado por el ejército de Leovigildo, mientras que el hijo y la mujer de Hermenegildo fueron llevados por los bizantinos hasta Constantinopla y la princesa Ingundis murió durante el viaje. Hermenegildo fue trasladado a Valencia y desde allí a Tarragona, donde fue asesinado probablemente por orden de Leovigildo.
Fue considerado por la Iglesia católica como un mártir, al morir por ser católico y diez siglos después fue canonizado como san Hermenegildo. Los cronistas hispanos y visigodos de la época hablan de él como un «tirano», y san Isidoro dice que provocó una guerra civil innecesaria, mientras que los escritores «extranjeros» lo tratan de mártir, como Gregorio de Tours. Por otro lado, según Gregorio de Tours, Leovigildo poco antes de morir se convirtió al catolicismo.

#### La anexión del reino suevo

Reino suevo (ss. V-VI)
Límites del reino suevo
Área con cambio de dominio

Tras la muerte del rey suevo Miro en 583, le sucedió su hijo Eborico. Pero la derrota ante los visigodos, que quebrantó la fortaleza militar del reino suevo, y el malestar creado entre la aristocracia del reino por la renovación por el nuevo rey de la fidelidad a Leovigildo jurada por su padre, pudieron ser las causas de que al año siguiente Eborico fuera destronado por su cuñado Andeca y obligado a ingresar en un convento. Andeca para fortalecer su posición se casó de inmediato en segundas nupcias con la viuda del rey Miro, Siseguntia. Leovigildo no intervino en seguida porque todavía estaba intentando acabar con la rebelión de Hermenegildo, pero en cuanto consiguió ponerle fin, encabezó un ejército en 585 que penetró en el reino suevo y se apoderó de él. El rey Audeca fue recluido en un monasterio y Leovigildo se hizo con el tesoro real. Así dejó de existir el reino suevo que quedó convertido en una provincia del reino visigodo de Toledo. Tras la marcha de Leovigildo, hubo un intento de restauración del reino por parte de un tal Malarico pero fue derrotado por los ejércitos visigodos. Como consecuencia de la conquista, fueron establecidos obispos arrianos en Viseo, Lugo, Tuy y Oporto, aunque «no parece que Leovigildo llevase a cabo ninguna acción violenta contra la Iglesia católica del antiguo reino suevo: los obispos católicos continuaron en sus sedes, incluso allí donde se establecieron arrianos».

## El reinado de Recaredo (586-601)

### La conversión al catolicismo
En 586 murió en Toledo Leovigildo y le sucede su otro hijo Recaredo, que adoptó como madre a Goswinta, que no era su madre natural, debido al poder que tenía esta mujer.
Recaredo (586-601) desde el comienzo ya mostró su intención de abrazar al catolicismo. Lo primero que hizo fue buscar y matar al verdugo de su hermano llamado Sigberto, con lo que se atrajo el apoyo de los católicos. En 587 reunió un sínodo arriano en Toledo y en él se produjo un debate religioso: al final la decisión fue que era mejor convertirse al catolicismo, antes que intentar que toda la población se convirtiera al arrianismo.
Pero esta conversión del pueblo no fue tan fácil y en ciudades como Mérida y en la región de Septimania hubo una fuerte oposición a esta conversión; ante esta situación Recaredo convocó el III Concilio de Toledo.
En Mérida se levantaron algunos magnates y quisieron derrocar al rey y al obispo Masona que tenían un gran poder y riqueza, pero el dux de Lusitania Claudius, de origen romano, la sofocó. En Septimania pidieron ayuda a los francos, pero fracasaron en el intento. También Goswinta se rebeló pero dada su avanzada edad no tuvo éxito.
En tiempos de Leovigildo y Recaredo hubo relaciones con los francos además de tensiones por la Septimania. Hubo una serie de enlaces entre los francos y los visigodos, así Recaredo se casó por poderes con Regunta, quien fue capturada en Tolosa por un conde opuesto a la conversión católica cuando se dirigía hacia Toledo, y después con Clodosilda, que tampoco llegó a realizarse. Finalmente se casó con la visigoda Baddo.

### El III Concilio de Toledo

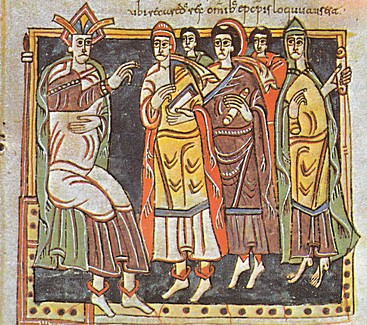
III Concilio de Toledo: imagen del Códice Vigilano, fol. 145, Biblioteca de El Escorial.

Los Concilios de Toledo van a ser muy importantes ya que a partir de este momento gracias a sus actas se conoce gran parte de lo que ocurría en el reino no solo en lo religioso, sino también en lo político, social y administrativo.
El III Concilio empieza el 8 de mayo de 589 y se tratan aspectos religiosos y de administración pública.
En el aspecto religioso en el Concilio los representantes de la Iglesia Católica ofrecieron a la firma de Recaredo un documento en el que abjuraba del arrianismo, además de tener que hacer una profesión pública en nombre del pueblo visigodo (esto significará el final del arrianismo).
El concilio trató todo lo que estaba escrito en el Tomo Regio; en adelante todos los concilios tendrían un libro en donde se analizarían todos los problemas del reino y se aportaría la documentación necesaria. Ese Tomo Regio tenía 23 cánones (propuestas), y se cerró con un discurso de san Leandro. Gracias a este documento se sabe las personas que asistieron, ya que todos firmaron. Además de la firma de Recaredo aparecen las firmas de 72 obispos.
Las actas del concilio permiten ver, que fue mediante la imposición de manos de un sacerdote católico, como se realizó la incorporación de los arrianos a la Iglesia católica. Los obispos arrianos siguieron manteniendo su cargo; solo se les obligó al celibato. En las diócesis donde hubiera dos obispos, ambos se quedarían en la ciudad hasta que uno muriese y se quedase el otro los bienes de las dos Iglesias. A las reliquias, libros y demás símbolos de culto de los arrianos se les aplicó una ordalía.
Medidas administrativas
La primera consecuencia política fue la ordenanza a todos los obispos de que cuando llegaran a sus diócesis, comunicaran las medidas tomadas en el Concilio, realizando sínodos y concilios regionales dirigidos por los metropolitanos (arzobispos y obispos). Ramón de Abadal y de Vinyals dice que este concilio nos revela una nueva estructura del reino, ya que a partir de ese momento se dispuso que las reuniones o concilios regionales debían estar presididas por un alto funcionario o por un administrador del patrimonio fiscal, siendo elegidos por el rey. Con esta medida los obispos se convirtieron en vigilantes de los administradores, para poder avisar al rey de los abusos, o incluso con poder para excomulgar a los administradores.
A partir de aquí se sabe que hubo concilios provinciales en Sevilla, Toledo, Narbona, Huesca y Barcelona. En el de Barcelona hubo un documento llamado Epistola de fisco barcelonensis en el 592. En este documento se fijan los impuestos y quién tiene que pagarlos. Pocos años después la Iglesia se queja de que estos concilios regionales no se celebren y consiguen ser ellos los que nombren a los agentes fiscales que realizan la recaudación de impuestos. Se pueden denunciar ante el rey las irregularidades, pudiendo ser penados por el propio obispo cuando fuese claro que se estaba atentando contra los pobres.

## El reino visigodo católico
Cuando acaba el Concilio, Recaredo envía un documento al papa, en el que anuncia su conversión al catolicismo, pero en el año 591 aún el papa no lo había recibido por los problemas con bizantinos y burgundios. Finalmente consigue llegar un emisario llamado Provino a Roma en el 595. Este retraso se especula que pudiera ser debido a problemas internos tras la conversión al catolicismo.
San Isidoro dice que fue un reinado de equidad; hay unos años de paz y se concede la amnistía a todos los nobles rebeldes expulsados a los que se les devuelven sus posiciones. Por su parte el rey incitará a la construcción de iglesias y monasterios; se dictan normas relativas a los criterios de disciplina eclesiástica. Entonces, la presencia de los judíos se percibió como un problema para el reino católico, y se prohibieron los matrimonios mixtos. Los judíos mediante el pago de dinero hicieron que el rey se olvidase momentáneamente de ellos. Se prohibió el matrimonio de las viudas, las vírgenes —niñas que eran ofrecidas por sus padres a los monasterios— y de los penitentes públicos, ya que, cuando alguien que tenía un cargo público e iba a morir se le aplicaba un óleo —aceite bendecido en Sábado Santo—, si  sobrevivía ya no podía volver a ocupar el cargo que tenía. Recaredo nombró a muchos hispano-romanos en la administración de los cargos públicos. También apareció el patronato por el cual los reyes pueden nombrar a los obispos.
En 601 murió Recaredo, pero antes se le practicó una penitencia pública, esto es un acto que promueve la Iglesia visigoda, donde el obispo de Toledo le aplica la extrema unción. Esta penitencia se administraba cuando el rey estaba moribundo; si sobrevivía dejaba de ser rey.
A Recaredo le sucede un hijo ilegítimo, Liuva II (601-603). Para muchos este hijo no podría ocupar el trono, ya que su madre no era de sangre noble. Los nobles decían que era un rey muy joven sin experiencia y que había sido muy rebelde a la monarquía visigoda e incluso Baddo también intentará derrocar a Liuva II. La nobleza buscó un noble para que ocupase la corona y, dando un golpe de Estado, coronarán a Viterico, que mató a Liuva II en 603.
Viterico (603-610) era un experimentado guerrero que destacó luchando contra los bizantinos y conquistó Medina Sidonia. Intentó casar a su hija con Teoderico II, hijo de Childeberto II, rey de Austrasia, aunque su hija fue rechazada, por lo que su política de alianzas matrimoniales con los francos fracasó.
Fue acusado de usurpar el poder, por lo que se le denominó tirano. Los que le acusaron fueron perseguidos y desterrados a Septimania, entre ellos el conde Búlgar y muchos obispos. En el 610 Viterico muere asesinado en un banquete y sube al trono Gundemaro.
Gundemaro (610-612) lo primero que hizo fue reestructurar el gobierno. Se iba a producir un cambio en la política exterior ya que este había sido duque de Septimania, y es allí donde conoció a todos los desterrados de Viterico, entre ellos al conde Búlgar, que luego va a ser su ministro y va a jugar un papel muy importante en el gobierno. A todos los desterrados les son devueltas sus tierras e inicia una persecución contra los fieles a Viterico, a los que se expropian sus bienes. En cuanto a la política exterior inició campañas contra los bizantinos, los francos y los vascones. En la lucha contra los francos en Septimania se alió con el reino franco de Austrasia y tuvo como enemigos a Neustria y al reino de Borgoña.
Sus relaciones con la Iglesia fueron muy buenas. En este momento se produce el extraño hecho de que Toledo, capital del reino, no era la capital religiosa y Gundemaro elevó a Toledo como sede metropolitana de la provincia de la Cartaginense. Para ello alude que la capital de la Cartaginense (Cartagena) está ocupada por los bizantinos, por lo que convierte a Toledo, capital de la Carpetana, en sede metropolitana (Todo esto se sabe gracias a san Isidoro). Este nombramiento lo realiza en dos pasos:
1. El rey reunió a todos los obispos y pidió su parecer al respecto. Los obispos estaban de acuerdo en el cambio, sobre todo los de la Cartaginense, por lo que firmaron un documento que así lo atestiguaba.
2. Gundemaro publicó un documento donde decreta la supremacía de Toledo sobre los demás sedes episcopales, firmada por los demás obispos de la Bética, Lusitania, Septimania, etc.

En 612 murió de forma natural y es sucedido por Sisebuto.

### Sisebuto, el rey sabio
Sisebuto (612-621), fue el rey más culto, ilustrado y piadoso, según san Isidoro. Luchó contra los bizantinos, se preocupó de la religión y perdonó a sus enemigos; fue de una gran religiosidad, e intentó convertir a otros reyes arrianos al catolicismo. También sabemos que escribió una carta a su hijo Teudila intentando que este saliera del monasterio para acometer sus responsabilidades en el reino.
Los monasterios y la vida cenobítica fueron impulsados por la corona. Escribió un libro sobre la vida de san Desiderio. En cuanto a la política religiosa se mostró muy exigente con los obispos. En el concilio de Mentesa se trató el problema de la conversión en monjes de algunos obispos, abandonando sus funciones, Sisebuto intentó acabar con esta situación. En este concilio se puso en marcha la política antijudía, actualizando toda la legislación contra los judíos que fue entregada a los obispos de Illiberis, Jaén, Córdoba, etc. En ella se les prohibía la tenencia de siervos cristianos y los matrimonios mixtos. Otras leyes serán la de pena de muerte contra los judíos que no cumplieran estas leyes y la confiscación de sus bienes. Esto obligó a los judíos a la conversión, aunque muchos de los judíos trataron de obviarlo, marchándose fuera, y otros tuvieron que convertirse de forma ficticia, con lo que aparece el problema de los conversos, que se trata de solucionar en el IV Concilio de Toledo.
También aparece la irrevocabilidad de la oblatio —todos aquellos bienes y personas cedidas a la iglesia—, que no podían ser devueltas. Esto se completa con la consiguiente profesión monástica del niño, que pasaba a ser monje dependiente del monasterio. Los monasterios van a cumplir un papel muy importante ya que no solo se reza en ellos, sino que también tienen funciones de cultivo de la tierra, ganadería, etc.
Las campañas militares se desarrollan en varios frentes, y por primera vez se construye una flota para luchar en el mar contra los bizantinos y contra los vascones. Hubo una rebelión astur y vascona que fue sofocada mediante esta flota por los duques Riquila y Suintila y además se recuperó parte de Cantabria que había sido ocupada por los francos. Gracias a esta flota también se tomaron Cartagena y Málaga, donde se estableció un obispo en 619. Además de la guerra se tomaron medidas diplomáticas que llevaron a Cesáreo, gobernador bizantino en la península, a pedir la paz y, para conmemorarlo, Sisebuto mandó construir una serie de basílicas en las que se celebrarán los concilios regionales. Entre estas destaca la basílica de Santa Leocadia en Toledo. Se produce además un resurgimiento de los sínodos provinciales y se sabe que en la Bética y en la Tarraconense se realizaron dos.
En el 621 muere Sisebuto por un exceso de medicamento. Le sucede su hijo Recaredo II (621) que muere a los pocos días y finalmente accede al trono Suintila, que era uno de los militares más importantes del reino y que había luchado contra vascones y bizantinos en el reinado de Sisebuto.

### Suintila, expulsión de los bizantinos y unidad política en la Península
Suintila (621-631) expulsó definitivamente a los bizantinos, con lo que extiende el poder del reino de Toledo por toda la geografía peninsular.
En el año 625 hay una rebelión en el valle del Ebro que es aplastada. San Braulio dice que la zona del Ebro en el 625 volvió a conocer la paz, quedando libre de una pesadilla. También se produjeron ataques de los vascones en este mismo valle, que pudieron ser rechazados finalmente, restaurándose a continuación la ciudad militar de Oligicus (Olite) para mantenerlos a raya.
Conocemos gracias al tesoro de Guarrazar la existencia de la corona votiva que Suintila ofreció a Dios por sus campañas militares.
En el 631 se produce una revuelta de la nobleza encabezada por Sisenando, que con el apoyo de Dagoberto I, rey de los francos, logró destronar al rey, ya que su propio hermano Geila o Iundila, asociado al trono de su hermano, le había traicionado, manteniéndose rebelde en el sur de la Península, donde llegó a acuñar moneda. En el 633 Sisenando aplasta a su rival y convoca el IV Concilio de Toledo para legitimar su poder.
Sisenando (631-636) tuvo como primer problema la reclamación de los francos del missinium —una bandeja de oro, plata y joyas preciosas— por los servicios prestados en la usurpación de Sisenando. Los francos llegaron a invadir Zaragoza, y al final consiguieron una indemnización de 200.000 sueldos. Suintila es perdonado, gracias a la intervención de la Iglesia, y morirá más tarde en Toledo.
La aclamación como rey de Sisenando tampoco fue aceptada de buen grado por todos, y fue acusado de tirano.

### El IV Concilio de Toledo y el periodo constituyente
En esta fase se entra en el periodo constituyente, en el que hará un gran esfuerzo por legislar y estructurar las instituciones en la monarquía, para estabilizar la monarquía y la participación de las fuerzas sociales en el reino.
El encargado de esto fue san Isidoro, que escribe un catálogo de las virtudes del verdadero rey: «el gobierno nunca puede ser arbitrario, ni caprichoso y estará sujeto al derecho». La realeza adquirirá ahora un carácter sagrado, porque desde ahora todo rey elegido debe ser ungido por la Iglesia (unción sacra) y debe pasar por la reunión de un Concilio donde será aclamado como rey, por lo tanto nadie puede atentar contra un «elegido de Dios». Además establece unas leyes para la sucesión en el trono.
Todo esto se pone en marcha, ya que la falta de legislación provocaba la inestabilidad política.
Esta reorganización política del reino se pone en marcha en el IV Concilio de Toledo que se celebró en 633. Los dos años que trascurren entre el Concilio y el comienzo del reinado de Sisenando se explican por las conversaciones entre las distintas familias de magnates y la Iglesia.
Algunos historiadores creen que todos los problemas políticos antes del concilio se reflejan en que han aparecido monedas acuñadas en Iliberris y en Emérita por Iudila (Geila). Existe la teoría de que ambos hermanos se repartieron el trono y después de la revuelta de Sisenando en la Tarraconense, Iudila no apoyó a su hermano y permaneció como rey en el sur.
En este concilio condena a Iudila y también se trata el problema de Suintila que estaba aún vivo, aunque ya no era rey. Todo el que a partir de ahora conspire contra el rey auténtico será considerado traidor, rebelde y será castigado.
El IV Concilio de Toledo introduce una serie de reformas políticas a partir de un compromiso entre la Iglesia, el rey y la aristocracia. El rey debe ser una persona de signo nobiliario y goticista. El Concilio se puede dividir en dos apartados:
La obra disciplinar o eclesiástica
En este apartado se establece la disciplina eclesiástica y la unidad litúrgica, creándose la Iglesia nacional visigoda. El nombramiento de los obispos no será realizado como hasta ahora por el rey; a cambio de esto se prohíbe a los obispos escribir cartas a obispos de otros reinos sin la autorización del rey. Se dicta la inmunidad del clero en los tributos, aunque se diferencian los bienes personales de los eclesiásticos, también se legisla el papel de las escuelas para la formación de los clérigos y se siguen promulgando leyes en contra de los judíos.
El Concilio se institucionaliza y cada concilio ratificó o no lo aprobado en el concilio anterior, y también ratificó los sínodos y concilios provinciales que se celebren después de éste. Además del Tomo Regio ahora los obispos presentarán otro documento que será la orden de celebración del concilio.
La obra administrativa
El canon nº 75, es el fundamento de la constitución política del reino visigodo. En el siguiente concilio este canon 75 se ratificó y va a ser leído al comienzo de los demás concilios. Tendrá como objetivo la estabilidad del reino.
En la monarquía visigoda la legitimidad no vendría por herencia sino por elección y consagración del elegido, y el que atente contra eso caerá en un crimen abominable por dos razones:
1. Ya que había sido previamente jurado por los demás nobles.
2. Ya que era consagrado, por lo que caerán sobre el tirano las leyes de la Iglesia (excomunión).

Muerto el rey se tienen que reunir los magnates y los obispos, que elegirán al nuevo rey. El rey debe de gobernar con justicia, piedad y será condenado por la Iglesia todo rey que gobernare despóticamente.
Además el Concilio trató el tema de Suintila y dictaminó que no tiene derecho a gobernar, ya que había cometido irregularidades en su gobierno y además Suintila firmó un documento en el que renunciaba a cualquier derecho al trono. Suintila devolvió los bienes adquiridos durante su reinado y muere en el 641 en Toledo, mientras que Sisenando y san Isidoro mueren en el 636.

### Chintila y el V y VI Concilios de Toledo
A continuación empieza el reinado de Chintila (636-639) y se celebra el V Concilio de Toledo. Sus hechos se conocerán sobre todo gracias al V y VI Concilios, debido a la nulidad de otras fuentes.
Su elección se produjo según el canon nº 75. Subió al trono el mismo día que murió Sisenando y se realizó la unción sacra. Además dos o tres días después se celebra el V Concilio de Toledo.
Reunidos en santa Leocadia los obispos del centro peninsular, se plantea el problema sucesorio por lo que se hace una lista de las familias cuyos hijos podían acceder al trono. En este concilio los que formaban parte de la corte (fideles regis) son respetados en sus cargos pagándoles una especie de sueldo, dando lugar a un «funcionariado».
En 638 se convoca el VI Concilio de Toledo en el que se reunieron muy pocos obispos del centro de la península, en santa Eulalia. Se trató la disciplina eclesiástica, destacando la figura de san Braulio de Zaragoza; se garantizan los beneficios de los hijos de reyes, la no pena de muerte y en cuanto al poder de los reyes, se da una lista de razones para impedir gobernar:
1. Tonsurados.
2. Calvos.
3. Personas de origen servil y esclavos.
4. Extranjeros (es decir que no pertenecieran a las familias godas).

Además se garantiza el estatus de los fideles regis ante el cambio de un rey, siempre que no se demuestre que hayan fallado en su cargo.
El problema de los judíos hace que estos tengan que pagar grandes cantidades de dinero para no ser expulsados. En este concilio sabemos que hubo problemas con el papa Honorio I; este mandó un enviado para que le informara del estado de la iglesia con respecto a la conversión de los judíos. San Braulio escribe una carta el papa para informarle que desconoce lo sucedido en el reino y que no haga caso de las habladurías que llegan a Roma. A los judíos se les obligó a firmar un documento por el que se comprometían a convertirse a la fe cristiana, pese a lo cual siguió existiendo una gran cantidad de judíos sin convertirse.
Chintila muere en 639 y le sucedió su hijo Tulga (639-642), de débil carácter incapaz de controlar a la nobleza visigoda. En 642 se alzó una revuelta dirigida por Chindasvinto que se hizo con el trono.

### Las grandes depuraciones de Chindasvinto
Bajo el reinado de Chindasvinto (642-653) vamos a asistir a las «grandes depuraciones». Los cronistas francos de los siglos VI y VII emiten unos juicios sobre la conducta de los reyes visigodos. Así Gregorio de Tours habla de «la detestable costumbre de los godos».
Chindasvinto llegó al trono porque Tulga era un adolescente inexperto, y dio un golpe de Estado en Pamplona donde será aclamado rey por una parte de la nobleza; la entronización oficial se realiza en Toledo. Cuando llegó al trono era un hombre de una edad avanzada, unos 79 años, pero tenía una gran energía y vigor. Había intervenido en todas los hechos importantes del reino desde Leovigildo, e intervino en todas las intrigas y golpes de estado.
Las purgas que realizó contra sus enemigos son lo que han dado a Chindasvinto su fama. Se habla en la crónica de la Continuatio hispana de Chindasvinto como: «demoledor de los godos».
Además la Crónica de Pseudo Fredegario dice que fueron quitados de en medio 200 primates pallatii (aristocracia importante) y 500 mediocres (pequeña aristocracia), siendo asesinados, expropiados o desterrados y dice que: 

Chindasvinto no dejó de dar muerte con la espada a cuantos tenía por sospechosos hasta quedar convencido de que el morbo de los godos había quedado extinguido. Los godos, domados por Chindasvinto, no osaron ya tramar contra él ninguna de sus acostumbradas conspiraciones.
Crónica de Pseudo Fredegario.

Ramón de Abadal y de Vinyals dice que la mitad de la clase política visigoda fue depurada.
Chindasvinto elaboró una legislación destinada a dar fundamento político a sus medidas represivas, de las que no se escaparon ni los prófugos, que son considerados por las leyes como reos de alta traición.
En 642 promulgó una ley que distingue a los que atentaron contra el rey, la nación o la patria desde su reinado y los que lo hicieron desde el reinado de Chintila. Estos serán castigados con la muerte y se les expropiaran sus bienes; esta pena puede ser conmutada por el rey a cambio de la ceguera.
El rey, para asegurar la eficacia de tan rigurosa legislación, ordenó que se obligase a aceptarla bajo juramento a los magnates y demás miembros del oficio palatino, así como a los obispos. Y como última garantía, para que la ley eclesiástica reforzase lo dispuesto por la ley civil, Chindasvinto promovió la reunión del VII Concilio de Toledo donde se decretaron severas penas canónicas contra los clérigos y laicos autores de los delitos políticos contemplados por la legislación real.
Se producirá la excomunión de por vida, hasta el momento de su muerte, en el que, con el permiso del rey se levantaría la excomunión, a los rebeldes y prófugos. Los obispos que levantaran esta excomunión serán castigados, y si el hecho es grave serán también excomulgados.
El obispado se levantó contra Chindasvinto, pero este se impuso a estas protestas. Muchos obispos no asistieron a este Concilio, entre ellos san Braulio de Zaragoza, el miembro más ilustre del episcopado hispano. Sin embargo, sí se vieron obligados a jurar la ley.
Hay otro decreto que dice que la ley civil estaba por encima de la eclesiástica y se debía obedecer antes al rey que a los obispos; este fue tachado de anticlerical por san Braulio. Además se suprimió el principio de inmunidad y fuero, por lo que ahora los obispos estaban obligados a pagar impuestos por sus posesiones.
San Braulio muestra su pesimismo y preocupación por estos temas en una carta dirigida al obispo de Valencia. Además busca la amistad de Emiliano, obispo de Toledo, para que influya en Chindasvinto.
Este como legislador introdujo reformas en la administración y en la vida jurídica y preparó una recopilación del derecho visigodo que sería promulgado por su hijo Recesvinto y recibiría el nombre de Liber Iudiciorum o «Fuero juzgo».
Entre otras existían 98 leyes promulgadas por Chindasvinto, de las que la mayoría eran sobre política económica. Estas leyes significarán un saneamiento de la hacienda pública, debido a las confiscaciones de bienes, y una mejora en la moneda. Una de las leyes era la De non alienandis privatorum et cunales regus, por la que impide el fraude fiscal y prohíbe que las tierras sometidas a tributo público pasaran a propietarios exentos del pago de impuestos.
En cuanto al terreno militar en 642 los vascones vuelven a los ataques y matan a un joven optimate llamado Oppila. Además una embajada enviada por los francos es detenida en Zaragoza por lo que las relaciones con los francos se vuelven muy tensas.
En el 649 surgió una importante iniciativa política que, aun siendo contraria a la letra de la legislación real sucesoria, podía sin embargo salvar el reino de un delicado trance. Los promotores de la idea fueron san Braulio, Eutropio, obispo de Tarazona, y Celso, gobernador tal vez del distrito civil del Ebro medio, donde estaban enclavados estos dos obispados. Los tres personajes dirigieron una carta a Chindasvinto proponiendo la asociación al trono de su hijo Recesvinto, para que fuera en vida su corregente y luego, tras la muerte, sucesor suyo. Chindasvinto accedió a lo solicitado y el 29 de enero de 649 Recesvinto fue asociado al trono. San Braulio pretendía que la transición de un reinado a otro fuera tranquila y pacífica y que se evitara el revanchismo. 
Esto se entiende ya que hacía poco un gran caudillo llamado Froja se había rebelado con el apoyo de los vascones en la Tarraconense. Durante varios meses los vascones sitiaron Zaragoza, según relató a su colega Quirico de Barcelona el obispo Tajón, sucesor de san Braulio, que sufrió encerrado entre los muros los avatares y angustias del asedio. Por fortuna para los sitiados, un ejército mandado personalmente por Recesvinto llegó a tiempo de socorrerles. Los vascones fueron vencidos, Froja murió con ignominia y Zaragoza y sus defensores se salvaron. Es probable que este desenlace feliz coincidiera con los últimos días de la larga existencia de Chindasvinto, que murió en el 653. San Leandro murió en 651 y se asiste al ascenso de Tajón y san Fructuoso de Braga que había fundado una serie de monasterios en zonas poco pobladas de Galicia, que supondrían importantes focos de atracción para la población.

### El «deshielo político» de Recesvinto
Durante el reinado de Recesvinto (653-672) empieza un periodo que se denomina de «deshielo político», que consiste en buscar la paz con los nobles castigados por su padre, sin que la figura de este se vea desprestigiada. Para ello convoca el VIII Concilio de Toledo, donde se tratarán los modos de castigar a los que atentasen contra el reino. La muerte de Chindasvinto produjo un cambio de coyuntura política puesto que Recesvinto era un monarca deseoso de contar con la aristocracia para su gobierno. La Crónica Albeldense dice que durante su reinado «Hispania descansó».
VIII Concilio de Toledo
Se elaboraron una serie de textos donde se exponían los dos principales temas a tratar en el concilio:
1. La llamada de los huidos y refugiados en tiempos de su padre.
2. Determinar a quiénes de estos se les devolverían sus posesiones que habían sido expropiadas.

El 16 de diciembre se celebró el Concilio en la basílica de Santa Leocadia, aunque después fue trasladado a la iglesia de San Pedro y San Pablo. Las actas del Concilio fueron firmadas además de por los obispos, por los magnates laicos, dieciocho nobles y otros miembros del oficio palatino.
Se trata el asunto de la diferenciación entre el patrimonio real y la fortuna privada del monarca. Además aquellos nobles que reclamasen tierras, que hubieran sido adquiridas de forma ilegítima, no tendrían derecho a que se les devolvieran. Para ello tenían que aportar documentación de la compra o cesión de esa tierra. Ante esta demanda se comprueba que la mayoría de tierras habían sido adquiridas de forma ilegal.
Recesvinto firma un documento por el que, ni él, ni sus hijos, podrán heredar las tierras adquiridas por su padre. El rey visigodo acepta esta situación, retrotrayendo la ley hasta el reinado de Suintila. Con esto se observa que lo que había hecho su padre era algo común entre los reyes anteriores.
Otro tema tratado en el Concilio fue que Recesvinto era rey sin haber sido elegido, por lo que todos los obispos y magnates lo ratifican en su cargo y lo ungen como rey.
Otra ley trata sobre el lugar de sucesión: el sucesor será elegido allí donde muera el rey anterior o en Toledo.
En cuanto a la cuestión judía, los obispos piden que esta cuestión se trate ya que la unidad de fe del reino era fundamental, por lo que se les obligó a cumplir las leyes dictadas en los anteriores concilios, ya que tanto los judíos no bautizados como los conversos judaizantes constituían la única mancha en la unidad religiosa del pueblo. El concilio dedicó un canon a la cuestión, pero el rey, en cambio, publicó diez leyes civiles y una vez más se obligó a los judíos a un nuevo compromiso colectivo en el que prometían ser fieles a la fe cristiana.
La empresa más importante de Recesvinto fue la promulgación del Liber Iudiciorum en 654, ya iniciado por su padre. En el Concilio se le da permiso para que promulgue este código. Con este, se construye un derecho común para godos e hispanorromanos, algo, a juicio del historiador José Soto Chica, revolucionario en la época, pues «en una Europa occidental en la que por esos mismos años y durante mucho tiempo aún, cada pueblo —francos salios, francos ripuarios, burgundios, alamanes, galorromanos, bávaros...— se regía por sus propias leyes pese a vivir todos juntos y bajo unos mismos monarcas, los merovingios».
En 655 se celebró el IX Concilio de Toledo que trató sólo materias eclesiásticas y fue presidido por Eugenio II, arzobispo de Toledo. En 656 se celebró el X Concilio de Toledo a petición de Recesvinto, pero que no fue presidido por él. Se trataron temas poco relevantes como la celebración de la fiesta de la Virgen o nombrar a un nuevo metropolitano para Galicia. Otras noticias, que son muy escasas, ya que no hay fuentes, del final del reinado de Recesvinto es que nombró a san Ildefonso como metropolitano (arzobispo) de Toledo.
En 666 se tiene noticia de la celebración de un sínodo en Mérida, por el que conocemos que se realizaron algunas campañas contra los vascones y que se le devolvieron algunas diócesis a la provincia de Lusitania que le habían sido arrebatadas cuando esta región estaba ocupada por los suevos.
En 657 murió su mujer llamada Reciberga, y no se sabe que contrajera nuevas nupcias ni que tuviera descendencia. Construyó la iglesia de San Juan de Baños en Palencia y ofreció una corona votiva a Dios perteneciente al famoso tesoro de Guarrazar. La muerte sorprendió al monarca lejos de Toledo, en la villa de Gérticos, en territorio salmantino, seguramente una residencia veraniega de la Corte, donde el rey se encontraba acompañado de un numeroso séquito de magnates palatinos. Fue el primer día de septiembre de año 672.

## El ocaso del reino visigodo-católico
Con Wamba (672-680) se puede decir que comenzó el fin del reino visigodo, ya que a partir de su reinado se produjeron unas interminables luchas entre dos familias de nobles visigodos.
Wamba fue elegido rey a la muerte de Recesvinto por los magnates palatinos presentes en Gérticos. Sobre este momento se tiene un amplio conocimiento gracias al documento que ha dejado san Julián de Toledo: Historia excellentissimi Wambae regis.
Wamba es elegido porque gozaba de un gran prestigio dentro del reino y era un hombre maduro y vigoroso. Aunque rechazó la corona aludiendo su elevada edad, se le obligó a aceptar el reino. San Julián dice que los demás optimates le obligaron ya que era una persona que reunía todos los requisitos, aduciendo incluso que la voluntad divina había influido en la decisión. Wamba aceptó la corona pero puso la condición de ser ratificado en Toledo antes de ser ungido como rey. Finalmente fue aclamado como rey en Toledo y ungido en la iglesia de San Pablo y San Pedro por el metropolitano Quirico. Wamba, en un último intento, pidió a los allí presentes que si alguno tenía algo en contra de su nombramiento lo dijera. Y, a pesar de que nadie dijo nada, pronto empezaron los alzamientos contra su persona.

### Rebelión del duque Paulo
En la zona de la Septimania se produce una rebelión en la primavera del 673. Wamba se entera de esta rebelión cuando salía de Toledo para sofocar una rebelión de los vascones. Esta rebelión se extendió por parte de la región y estaba dirigida por tres personajes, el conde Ilderico, el obispo Gumildo y el abad Ramiro. Aunque en un principio se creía una simple escaramuza regional, se complicó por la lejanía de la provincia y porque Wamba envió para sofocarla al duque Paulo.
El motivo de la rebelión fue que la mayoría de los cargos estaban en manos de los hispani —a los habitantes de la Septimania se les llamaba gali— enviados desde Toledo. También es importante decir que en esta rebelión participó el clero.
Wamba al recibir la noticia de la rebelión envió al hispanorromano Paulo para sofocarla con un ejército, pero este, una vez llegado a Septimania se convierte en jefe de los rebeldes. En Narbona se declaró rebelde a Toledo y se suma a la rebelión el duque de la Tarraconense, por lo que la rebelión se expande. En una asamblea, Paulo propuso que se eligiera un nuevo rey y todos los presentes lo eligieron a él, que se hizo ungir allí mismo y envió una carta a Wamba en la que se denomina rey de la parte oriental y llama a Wamba rey de la parte austral. Requisó el tesoro de las iglesias para disponer de un tesoro como todos los reyes. Buscó el apoyo de francos, vascones y sajones; después intenta atacar a Wamba, pero este reacciona y vence a los vascones y dirige su ejército hacia Narbona. Allí, dividirá su ejército en tres partes. Domina la parte de la Tarraconense, se apodera de las ciudades de Barcelona y Gerona y el ejército pasa los Pirineos, donde se une a la otra parte del ejército, tomando y saqueando Narbona. Después toma Béziers, Agde y Nimes donde estaba refugiado Paulo que es vencido y capturado.
El duque Paulo y los demás rebeldes se rinden y Wamba se compromete a respetar la vida de cada uno de ellos. En primer lugar libera a los prisioneros que no eran visigodos para no entrar en conflictos con francos y sajones. Después se realizará un juicio contra Paulo, conocido gracias a la crónica de san Julián. En este fueron juzgados cincuenta y tres jefes, de los cuales veintiocho se entregaron en Nimes y el resto fue capturado. El juicio fue una asamblea judicial dirigida por Wamba, en el que además participaron el ejército y la nobleza no militar.
En el juicio fue acusado de:
- Haber violado el juramento de fidelidad hacia Wamba.
- Haber incitado al pueblo visigodo a la rebelión.

Reconocida la culpabilidad de Paulo y los otros, la pena se estipuló en función al canon nº 75 del IV Concilio y a dos leyes de Chindasvinto, en las que se culpaba a los que ponían la vida del rey en peligro. Todos los acusados fueron excomulgados en función a las leyes eclesiástica. Además fueron condenados a muerte por las leyes laicas, pero Wamba respetó la vida de Paulo y los rebeldes como había prometido. Se devuelven todos los bienes requisados por los rebeldes y se renueva una serie de cargos en la administración de la zona. También se expulsa a los judíos de esa zona, ya que habían participado en la rebelión. A los seis meses Wamba vuelve a Toledo con los rebeldes rapados y con una espina de pescado en la cabeza.

### Las leyes militares de Wamba
Otro hecho importante de Wamba fue la promulgación las leyes militares. En ellas influyó la rebelión de Paulo y la pasividad del pueblo ante esta sublevación. Es decir, se había producido un decaimiento de los deberes militares. Otro problema es que mucha gente, para escapar de los problemas civiles, se incorporaba a los monasterios con la finalidad de evitar el servicio militar. Esta Ley contempla dos supuestos:
1. Cuando alguien del exterior ataque al estado, tanto los laicos como los eclesiásticos que se encontraran a menos de cien millas, deberán acudir rápidamente, aunque no sean llamados. Las penas que tienen los que no acudan serán:
  1. Se le desposee de todos los bienes.
  2. Será desterrado.
  3. Pierde su derecho de testificar en un juicio.
  4. Si se demuestra que no quiso ir, se le reduce a servidumbre.
2. Cuando la rebelión se produzca en el interior, quien no acuda perderá los bienes y será desterrado.

En 681 la mitad de la población había caído en la infamia (no había cumplido estas leyes). Esto se sabe gracias al Concilio XI de Toledo.
En 675 se celebraron concilios en Toledo y en Braga. El primero tuvo lugar en la basílica de Santa María y fue el XI Concilio de Toledo que trató temas eclesiásticos: episcopado, decadencia de la moral, disciplina eclesiástica, abusos de algunas personas de la iglesia; y además se trataron temas teológicos como el dogma de la Santísima Trinidad o de la Virgen.
También hay que destacar que en su reinado se produjeron problemas con la Iglesia, debido a que en las leyes militares se obligaba a los religiosos a tomar las armas y a que Wamba creó una serie de obispados que entregó a personas adeptas a su figura. Gracias a la Hitación de Wamba, documento del siglo XII publicado por Ramos Loscertales, se conoce la creación de estos obispados y su configuración dentro de las distintas provincias.
También conocemos que en 670 hubo una amenaza de los árabes que desde su base en Kairuán lanzaron diversos ataques.

### Ervigio y la legitimación de su poder
El 14 de octubre de 680, el rey Wamba cayó en un estado de inconsciencia, por lo que recibió la penitencia, sacramento que de acuerdo a la práctica se aplica a alguien cercano a la muerte, pero debido a la práctica de la época fue vestido con los hábitos religiosos y tonsurado en presencia de magnates laicos de su palacio, lo que de acuerdo al VI Concilio de Toledo le incapacitaba para reinar. Cuando volvió en sí se encontró en un estado irreversible y firmó documentos para que Ervigio fuera proclamado horas después, el día 15, y ungido como su sucesor por el metropolitano Julián de Toledo el día 21 de octubre. Sin embargo, la designación de un rey por su predecesor no formaba parte de la elección del nuevo monarca, y dado que Ervigio fue proclamado con gran celeridad, esto induce a pensar en una intriga palaciega, a lo que se añade que fue el propio Ervigio el mismo que instaba a los obispos del XII Concilio a publicar los hechos. En la intriga parece haber intervenido el metropolitano de Toledo, que era amigo de Ervigio, y contrario a las medidas de Wamba para debilitar la sede toledana. Sin embargo, existe la hipótesis que Ervigio no formara parte de la conjura: ante el desvanecimiento de Wamba, el entorno palatino aprovechó para destronarle mediante el sacramento de la penitencia y la tonsura eclesiástica, y cuando Wamba se recobró renunció al trono y designó como sucesor a Ervigio como su propio candidato para desbaratar los planes de los conjurados, algo que la Iglesia aceptó, pero con eso Ervigio se ganó así la animadversión de los conjurados que habrían tenido otro candidato, lo cual explica la debilidad del monarca en su reinado y el designar a Égica como su propio sucesor.
XII Concilio de Toledo
Las circunstancias de su ascenso al trono hicieron que Ervigio hiciera una política de grandes concesiones y sometimiento a la nobleza y a los obispos. En primer lugar buscó asegurarse la posición en el trono, y en el XII Concilio de enero de 681 los obispos certificaron la autenticidad de los documentos que acreditaban la toma de hábitos religiosos por parte de Wamba, y que este pidiera que Ervigio fuera proclamado como su sucesor, con lo que así se declaró la legitimidad de Ervigio.
En el XII Concilio, el rey tenía preparadas veintiocho leyes antijudías, como las referidas a la obligatoriedad del bautismo, la prohibición de la circuncisión, no poder tener esclavos cristianos, prohibición de celebrar fiestas judías, o el seguimiento de los desplazamientos, aunque se derogó la pena de muerte indiscriminada presente en la legislación de Sisebuto. Esta rapidez da a entender que algunas leyes ya estaban preparadas por Julián de Toledo antes de la abdicación de Wamba.
También se produjo la confirmación de la primacía de Toledo, se sancionaron todas las leyes contra los judíos y se ultimó la revisión del Fuero Juzgo, recogiendo en ese nuevo código la promulgación de una nueva ley militar. Esa nueva ley ratifica algunos aspectos de la ley de Wamba, pero modifica aquello en lo que no está de acuerdo la Iglesia. Cuando se produzca una invasión deben acudir los señores con sus clientes y una décima parte de los siervos, pero quedan libres los eclesiásticos.
XIII Concilio de Toledocrisis económica y social
La época de Ervigio es de una gran fragilidad y crisis económica, con secuelas de hambre que marcan el periodo, hasta el punto que la población no tenía para pagar los impuestos. Esto se puso de manifiesto en el Tomo Regio del XIII Concilio de Toledo:
- Amnistía a los nobles y familias que habían participado en la revuelta de Paulo. El concilio recogió esta medida, que se extendió a estas familias hasta tiempos de Chintila, con orden de que se les restituyan todos los bienes que tenían cuando participaron en la rebelión de Paulo.
- La condonación de impuestos atrasados que no podían ser pagados.
- La exclusión de los cargos palatinos de siervos y libertos.

Además se acordó para los nobles el habeas corpus: 
1. Cuando se celebre un juicio contra un noble el tribunal estará formado por nobles que serán como mínimo de su mismo rango.
2. El juicio debe tener garantía de ser imparcial, por lo que el inculpado puede impugnar a miembros del tribunal.

También se promulgan medidas que favorecen la posición de la familia real: casamiento de su hija Fisido con un sobrino de Wamba llamado Égica. este se compromete a defender a la familia de Ervigio una vez fuera rey. El concilio ratificó ese matrimonio.
En los últimos años del reinado, se sabe que llegó en el 683 un emisario del papa León II para garantizar la adhesión de la Iglesia visigoda a las decisiones tomadas en el III Concilio de Constantinopla, es decir, a la condena del monotelismo como herejía. este consistía en decir que Cristo tenía una sola naturaleza, porque la ortodoxia decía que Cristo tenía naturaleza humana y divina. Estos documentos fueron mandados a los distintos obispados donde se celebraron concilios regionales. San Julián manda a Roma la Apología de la fe en la que la Iglesia Visigoda se adhería a estas decisiones.
Sucesión de Ervigio
Ante la debilidad del monarca, los conflictos con la nobleza y para evitar represalias contra su familia, casó a su hija Cixilo con Égica, un magnate pariente de Wamba y que encabezaba un clan nobiliario hostil, en algún momento de su reinado. Puesto que Ervigio no podía esperar que un hijo suyo pudiera mantenerse en el trono el matrimonio de Cixilo con Égica era una forma de compatibilizar ambas familias. Para evitar que sus hijos quedaran desamparados cuando él desapareciera hizo jurar a Égica que garantizara la protección de la reina y de sus hijos.
En 687 sintiéndose mortalmente enfermo, Ervigio proclamó a Égica como su sucesor el 14 de noviembre y el 15 recibió la penitencia, y desligó de su obediencia a los magnates para que fueran a acompañar al nuevo rey a Toledo.

### Égica
XIV Concilio de Toledo
El nuevo rey trató de debilitar la posición de su familia política para impedir que se presentaran como sus rivales. Pero además quería atraerse al sector de la nobleza que había sido combatido por Ervigio y para ello debía devolverles las propiedades que les había confiscado Ervigio y repartido a sus hijos. El 11 de mayo de 688 el rey inauguró el XV Concilio de Toledo para liberarse del juramento que le había hecho a Ervigio de proteger a la familia real. El rey presentó a los obispos la disyuntiva entre el juramento prestado a Ervigio de proteger a la familia de Ervigio y el juramento que había tenido que hacer a Ervigio, antes de ser rey, relativo a prestar justicia al pueblo. Égica planteaba que ambos juramentos eran incompatibles, y esto suponía que Ervigio había condenado injustamente a personas y les había arrebatado bienes para otorgárselos a su propia familia, pero revertir tales injusticias suponía perjudicar a la familia de Ervigio, por ello planteaba ser liberado de alguno. Además les planteó revocar los medidas acordadas en el XIII Concilio de Toledo acerca de la protección de la familia de Ervigio. En el XV Concilio, Égica no tuvo el éxito esperado para perjudicar a la familia de su mujer, pues aunque los obispos juzgaron que el interés público estaba por encima del de una familia, esto no implicaba que la familia del rey precedente debía quedar desprotegida. Respecto de la revocación de la protección de la familia de Ervigio aprobada en el XIII Concilio, los obispos indicaron que tal protección no podía impedir que se hiciera justicia si hubiera culpabilidad en delitos.
También aparece otro problema con el episcopado que está en contra de algunos escritos de san Julián y otros autores. San Julián envía modificaciones de estos escritos al papa Benedicto II y después al emperador de Oriente que las darán como buenas.
Égica esperó la muerte del metropolitano de Toledo, Julián de Toledo, para continuar perjudicando a la familia de Ervigio, y en el III Concilio provincial de la Tarraconense celebrado en Zaragoza en noviembre de 691, la viuda de Ervigio fue recluida en un convento, lo que revocaba parcialmente lo acordado en el XIII Concilio, en el que se prohibía a la reina viuda el casarse en segundas nupcias pero le garantizaba no ser obligada a ingresar en la vida monástica. De este modo el monarca reinante se aseguraba la estabilidad del poder al impedir el engrandecimiento de otra facción nobiliaria en caso de que la reina viuda pudiera casarse de nuevo.
Etapa de rebeliones: Suniefredo y Sisberto
Las medidas contra la familia de Ervigio le pudo acarrear el enfrentamiento con un sector poderoso de la nobleza y el clero. Fue en este contexto cuando Égica tuvo que enfrentarse a una conspiración para reemplazarle en el trono y asesinarle. Se ha conservado una moneda a nombre de Suniefredo que muestra que los conspiradores tuvieron el control de Toledo durante un tiempo. En mayo de 693 el rey convocó el XVI Concilio de Toledo para sancionar las medidas contra el metropolitano de Toledo, Sisberto, —que habría ungido rey a Suniefredo en Toledo—, puesto que su destitución debía ser sancionada por un procedimiento canónico. Por las actas de los firmantes al Concilio se pone de manifiesto la renovación del personal palatino a raíz de la conspiración. Entre los conspiradores aparecieron parientes del rey Ervigio como la reina Liuvigoto, pero parece que esto fue una artimaña de Égica para liquidar a la familia de Ervigio; Además el rey intervino políticamente para ubicar a leales en los obispados de Toledo, Sevilla y Braga, lo que fue aprobado en el XVI Concilio.
La sentencia de Sisberto se incluyó en los cánones del Concilio XVI de Toledo: política antijudía, restauración de la disciplina eclesiástica, buenas costumbres, manejos de los conspiradores, etc.
El concilio actualizó la legislación contra los judíos que traduce en leyes efectivas:
1. Los judíos quedan restringidos a la libertad comercial.
2. Se prohíbe a los judíos el acceso al cataplus o lonja de contratación, una especie de aduana donde llegaban los productos del exterior.
3. Se prohíbe el comercio entre los judíos y los cristianos; solo podían hacerlo con gente de su misma religión.
4. Si se convertían al cristianismo tendrían la igualdad con los cristianos.
5. Los judíos pagarían una cuota integra que recaía sobre las comunidades hebreas, esto significa que cuando algún judío se convertía al cristianismo los demás judíos veían incrementado su impuesto.
6. Los conversos estarían exentos de estas cuotas, por lo que la carga fiscal era cada vez más importante sobre los que quedaban.

Égica pidió la confirmación de medidas a adoptar contra cualquiera que conspirase contra el rey: a los futuros conspiradores se les prohibiría el desempeño de cargo palatino, lo que se aplicaba también a su descendencia, se convertiría en esclavo del Fisco y sus bienes serían confiscados y a disposición del rey, y los obispos anatematizaron quien conspirare contra el rey. Además el rey dictó una ley para reforzar su poder real por la que se prohibía cualquier juramento que no fuera al rey o a los tribunales de justicia, con lo que se trataba de impedir que los vínculos entre los nobles estuvieran al mismo nivel que con el rey.
Se modifica el habeas corpus, que se recorta, no teniendo derecho a él los conspiradores. Es decir, un noble que conspirara no tenía derecho a ser juzgado y era culpado de delito de alta traición:
1. Cuando un rey es elegido, los miembros del aula regía realizarán el juramento en persona (para evitar que algunos alegaran que ellos no habían realizado dicho juramento).
2. Sí alguno no podía ir para realizar el juramento el rey enviaría unos representantes para que lo realizaran.
3. Se dispone que se incorporen al ejército los libertos manumitidos por el rey, en el caso de cualquier movilización militar.
4. Los siervos fiscales estaban también incluidos en los grupos que tenían que ir a la guerra si fuera necesario.

El XVII Concilio de Toledo: se agudiza la persecución judía
En 694 se celebra el XVII Concilio de Toledo en la basílica de Santa Leocadia para ratificar todas estas medidas y la promulgación de nuevas leyes antijudías.
En el Tomo Regio hay opiniones sobre el problema judío de varios padres de la Iglesia, se alude a que se había descubierto una conjura contra el reino visigodo, y por lo tanto contra la religión y la fe cristiana del reino visigodo. Se toman medidas muy duras contra los judíos solicitadas por Égica:
1. Los judíos que no se convirtiesen serían reducidos a la servidumbre.
2. Las comunidades judías serán eliminadas y repartidas por la Península.
3. Los hijos de los judíos, una vez cumplidos los siete años, serían dados a una familia cristiana para que los educasen dentro de la fe cristiana.
4. Los siervos cristianos se harían cargo de las tierras de los judíos pagando los mismos impuestos que estos pagaban.

Esto no se llevaría a cabo con los judíos de la Narbonense ya que estaban ayudando económicamente a los visigodos contra los francos, además de eran una mayoría en la población, por lo que podían suponer un peligro en posibles alianzas con los francos. Además la Galia Narbonense había sufrido una serie de pestes por lo que si se echaba a los judíos esta zona se quedaba despoblada.
Esta serie de leyes antijudías provocará en el futuro la colaboración de los judíos con los musulmanes en la conquista de España.
Gobierno conjunto de Egica y Witiza
Égica tuvo un hijo llamado Witiza. La Crónica de 754, más cercana a los hechos, establece que Witiza fue asociado al trono en el año 698, sin embargo, existe un documento contemporáneo por el que se indica que Witiza fue asociado al trono a finales de 693 o en 694, lo que viene corroborado por el número total de moneda acuñada en relación con otros reinados del siglo VII. De este modo, esto vendría a ser consecuencia de la rebelión de Suniefredo para asegurar y monopolizar el trono para su familia frente a otros candidatos. 
La Chronica regum Visigothorum establece que Witiza fue ungido el 15 de noviembre del año 700, de lo que parece derivarse que fue en ese año cuando alcanzó la edad para no estar sometido a una tutela, esto es, en torno a los catorce años de edad, y entonces es factible que Witiza fuera hijo del matrimonio de Égica con Cixilo. Por el contrario, hay autores como Julia Montenegro y Arcadio del Castillo que establecen que Witiza tendría los catorce años al inicio de la corregencia hacia 694, con lo que el acto de la unción en el año 700 es el que habría generado un verdadero cogobierno. Esto puede verse como demostración de que no era hijo de Cixilo, pues si Witiza hubiera sido hijo de Cixilo no habría oposición entre las dos familias a la sucesión, y la unción de Witiza se presentaba como la forma de garantizar el apoyo del clero ante una eventual oposición a dicha sucesión.
La corregencia fue un periodo turbulento, así pues, la Crónica de 754 indica que el reino visigodo sufrió una epidemia de peste, por la que los reyes tuvieron que abandonar Toledo hacia 701. Y alrededor del año 700 hubo campañas de los aquitanos sobre la Narbonense que posiblemente capturaron Carcasona. El Cronicon Pacense establece que en los reinados de Égica y Witiza hubo confrontaciones bélicas entre visigodos y bizantinos, que estuvieron enmarcadas en la debilidad de los emperadores Leoncio y Tiberio III Apsimaros en la defensa de África. En este reinado conjunto se conoce que una flota bizantina atacó las costas del sur de Hispania y fue rechazada por un noble llamado Teodomiro, que se puede deducir que es el mismo que pactó en 713 con los musulmanes en el pacto de Teodomiro. La fecha de este evento es dudosa: Roger Collins indica que pudo haber sucedido durante la expedición mandada por el emperador Leoncio entre 697-698 para recuperar Cartago de los árabes; o quizás al finalizar el reinado de Witiza.
No se tiene constancia de la muerte de Égica, la última mención figura en una ley promulgada a finales de 702, pero quizás podía haberse producido en 703. Su hijo Witiza quedó como rey único.

## El final de la Hispania visigoda
Witiza
Witiza (703-710) llegó al poder por una sucesión tranquila. Las crónicas asturianas redactadas en torno al año 900 son de carácter antiwitizano ya que responsabilizan a este rey de la decadencia política y moral que produjo la ruina del reino de manos de los musulmanes. Por otro lado, para los mozárabes del siglo VIII el reinado de Witiza fue caracterizado como buenos tiempos.
Tras la muerte de Égica, se convocó el XVIII Concilio de Toledo comprendido entre los años 702-703, pero sus actas no se han conservado, ya que la conquista árabe dio fin a proseguir con la compilación, con lo que las actas del XVIII Concilio no llegaron a tiempo a ser incluidas. Sin embargo, dado que se ha conservado las actas del Concilio de Córdoba de 839, la ausencia de las actas pudiera deberse a una acción deliberada. Puesto que la Crónica de Alfonso III indica que obligó a los clérigos a casarse, esto puede dar indicio que el XVIII Concilio se hubiera aprobado los cánones del Concilio Quinisexto (692), rechazado por la Iglesia de Roma, cánones en los que se aceptaban un clero casado.
La Crónica mozárabe de 754 muestra un carácter más conciliador de Witiza en contraste con el autoritarismo de Égica. En este sentido la Crónica indica que concedió una amplia amnistía a los que habían sido condenados por su padre, restauró el Oficio Palatino, que había sufrido una gran merma a causa de las conjuras como la de Suniefredo y Sisberto, restituyendo el cargo y las propiedades confiscadas a los que habían sido despojados, también compensó a los desterrados, y quemó públicamente las declaraciones sobre deudas al Tesoro que habían sido firmadas a la fuerza. Además devolvió al Tesoro público las propiedades que Égica había tomado como posesión personal, diferenciando entre el patrimonio personal del rey, y el del cargo. Puede suponerse que estas medidas en favor de la nobleza perseguida por Égica pudieran haber sido adoptadas en el XVIII Concilio.
Se sabe también que durante el reinado de Witiza se produjeron hambrunas por las malas cosechas en los años 707 y 709, y una gran epidemia de peste. Y que el Código de leyes se amplió, lo que puede entenderse como muestra de debilidad política.
No se tiene constancia de su muerte ni de las circunstancias de su sucesión, aunque se puede deducir que no fue pacífica. Según la Chronica regum Visigothorum el reinado de Witiza terminó en 710, mientras que la Crónica mozárabe lo sitúa en 711. De forma general se acepta que el reinado de Witiza terminó cuando murió, cuando aún no habría cumplido los treinta años de edad, alrededor de sus veinticinco años de edad, si se considera que fue hijo de la reina Cixilo; aunque si se considera que Witiza no fue hijo de Cixilo sino de un matrimonio anterior de Égica, entonces tendría una edad avanzada relativamente.
Rodrigo y Ágila II
Del siguiente rey, Rodrigo, la Crónica mozárabe parece indicar que se apoderó del trono de forma violenta con el apoyo de una significativa parte de la aristocracia que conformaba la élite seglar y eclesiástica del reino que intervenía en la elección del rey. De este modo Witiza habría sido derrocado y muy probablemente asesinado. Si hubiera muerto por causas naturales y Rodrigo hubiera sido elegido entonces no se hubiera producido la situación conflictiva. Aunque pudiera haberse dado el caso que Witiza muriera por causas naturales y que Rodrigo se hubiera alzado para evitar que los parientes de Witiza pudieran designar a uno de sus miembros al trono. Este golpe de Estado no produjo un consenso entre la aristocracia, y la subida al trono de Rodrigo produjo conflictos internos que ocurrieron en el momento en el que los musulmanes habían comenzado a atacar poblaciones al sur de la península ibérica. La élite nobiliaria se habría dividido y como ya ocurriera con la sucesión de Chindasvinto en 653 y de Recesvinto en 672, hubo una rebelión regional de territorios que no reconocieron la autoridad de Rodrigo, por lo que es posible que Rodrigo hubiera tenido que afrontar la división del reino con Agila II en el noreste, puesto que las monedas acuñadas a nombre Agila proceden del noreste del reino —de la Narbonense y Tarraconense— sin que haya superposición geográfica con las monedas acuñadas a nombre de Rodrigo.
Mientras las crónicas árabes indican de la existencia de una única incursión árabe, la Crónica mozárabe de 754 indica que los musulmanes estaban realizando una serie de incursiones cuando Rodrigo emprendió la ofensiva para hacerles frente. La situación de la batalla no está clara, Isla Frez indica que el ejército visigodo siguió la ruta de Córdoba a la bahía de Algeciras, lo que marginaba a Sevilla, donde la Crónica de Abu Bakr Ibn Umar Al-Qutiyya indica que había familiares de Witiza, y donde Rodrigo no esperaría encontrar apoyos. Se puede entrever que el resultado de la batalla de Guadalete en julio de 711 fue decidido por una traición, de la que no da nombre alguno, que produjo una deserción en las filas visigodas. La traición al rey no solo aparece en la Crónica mozárabe sino también en las árabes, lo que puede corroborarse en el sentido que Rodrigo no se habría decidido a dar batalla a los musulmanes si no hubiera tenido ventaja numérica y logística, de ahí que el resultado final hubiera sido fruto de una traición. Sin embargo, dado que Rodrigo había accedido al trono de forma conflictiva contra los intereses witizanos y aún no habría afirmado su autoridad, y que en el ejército visigodo habría clientelas nobiliarias afectas a la familia de Witiza, estos habrían abandonado al rey en el mismo momento de la batalla lo que habría sentenciado el desastre final. La intención de los traidores sería que el rey fuera eliminado o muy debilitado de modo que pudieran hacerse con el poder, y por tanto no era entregar el reino a los invasores sino conseguir el cambio del rey. Pero su plan no fue como esperaban y también perecerían, pero no se sabe si fue en esa batalla o poco después.
El resultado fue la completa destrucción del ejército visigodo y la muerte del propio monarca. La muerte del rey y de la élite cortesana tanto partidaria como adversaria de Rodrigo, así como la conquista de la capital paralizó el sistema político, y la nobleza regional se sometió a los invasores negociando la conservación de su estatus político y económico.
El final del reinado de Agila II puede datarse con las victorias musulmanas en el valle del Ebro y en Zaragoza, de modo que puede deducirse que murió luchando. Tras su muerte fue sucedido elegido Ardón como rey. En 716 los musulmanes mandados por el valí Al-Hurr cruzaron los Pirineos e invadieron la Narbonense, la campaña fue continuada por su sucesor As-Samh, quien finalmente completó la conquista de la Narbonense en 720. Ardón podría haber muerto luchando entonces.

### Causas de la desaparición del reino visigodo
Pero para explicar la desintegración del reino visigodo hay que tener en cuenta otros aspectos como son: el desarrollo de instituciones de carácter feudal, el aumento de las clientelas y la aparición de una fuerte oligarquía militar de carácter familiar que llega a enfrentarse al rey con frecuencia. Hay una alternancia de represión y amnistía en los últimos reinados que produjo una fuerte inestabilidad social y política. Además hay un estado de desmoralización de la sociedad que se refleja en las leyes militares de Wamba. También las amnistías tributarias denuncian una economía precaria para una gran parte de la población. El aumento de los suicidios, los problemas con los obispados —por la falta de moralidad y por el nombramiento de obispos germánicos—.
También las causas económicas son importantes para explicar la conquista: así se produjo una desaparición del comercio a larga distancia, que además de deberse a la ocupación del Norte de África por los musulmanes se debió a la dura política antijudía, pese a que los judíos eran los principales controladores del comercio.
Todos estos factores hicieron que el reino visigodo se encontrara en una situación de debilidad interna que favoreció la invasión musulmana.

## Las instituciones del reino

### La concepción del poder monárquico entre los visigodos
La monarquía visigoda fue una monarquía militar que se iría dotando de poderes, utilizando una serie de cauces con el fin de fortalecer el poder real. No era patrimonial, porque no existía una dinastía real. Los reyes tradicionalmente se designaban por aclamación de los ejércitos. Eso evolucionó, y a partir de un determinado momento hay una elección restringida a una familia, la de los Balthos. La mayor parte de la nobleza está vinculada a esta familia, por lo que la elección recaía sobre la nobleza, y el designado dentro de la familia será aclamado como rey. Se imponían por la fuerza dentro de los diferentes linajes visigodos; los que ya estaban en el poder, mientras gobernaban trataban de perpetuarse con la figura del asociado al trono, normalmente en favor de sus hijos, que le sucederán a su muerte. Esto es fruto de la inexistencia de una monarquía hereditaria.
La monarquía visigoda tampoco fue absoluta, aunque lo pretendió, ni teocrática pese a que los reyes se convertían en representantes de Dios en la tierra. Fortalecían su poder dotándose de atribuciones militares, de carácter judicial (eran la máxima representación del poder judicial), poder administrativo, jefes de la administración... pretendiendo convertirse en auténticos jefes de Estado.
También intentan aparecer diferentes del resto de la población, con una serie de símbolos similares a los de los emperadores bizantinos: manto púrpura, espada, cetro, estandarte, corona... desmarcándose de la nobleza y de anteriores monarcas, aunque el elemento simbólico más importante fue la «Unción Regia», que tiene como precedente a los reyes judíos, y significa que los reyes han sido elegidos por Dios.
A los reyes se les da el carácter semi-sagrado de los profetas elegidos por Dios, se sacraliza la monarquía, son representantes de Dios en la tierra. La Iglesia actuará aportando un carácter a la monarquía que fortalece el régimen, ejemplo de rey ungido puede ser el del rey Wamba.
Ya que no existe el relevo dinástico, esta figura les da cierta estabilidad. Sin embargo la división de la nobleza y sus constantes enfrentamientos fueron un impedimento continuo para el desarrollo de la monarquía.

### La administración
La monarquía visigoda trata de llevar a cabo una centralización, con la figura del rey como máximo exponente. El rey está auxiliado en sus tareas de gobierno por un consejo privado, que es el Officium pallatium, es decir, grandes magnates de confianza regia. Le ayudarán en las tareas de gobierno, tanto administrativas como de la casa real, del patrimonio, del ejército...
Existen dos asambleas políticas:
- Aula Regia: es de carácter laico. Consejo de ancianos que colaboraban con jefes militares y reyes. Era la sustitución del antiguo senado visigodo. Estaban los altos funcionarios de la corte, duques y condes (gobernantes territoriales) y vasallos directos del rey. Si la relación no se sustenta por la causa pública, los reyes exigirán un juramento de fidelidad a todos los hombres libres. Los próceres eran personajes especialmente cualificados, que actuaban con atribuciones especiales de carácter judicial, que forman el Tribunal de Justicia. Aun así el Aula Regia tenía carácter consultivo, por lo que el rey no estaba obligado a adoptar sus decisiones. Era todo un privilegio pertenecer al Aula Regia.

- Concilios: era de carácter eclesiástico. Reunían a las principales autoridades religiosas, y tras la conversión al catolicismo de Recaredo, quedará hasta cierto punto en manos de los reyes, al tiempo que adquieren una dimensión política, ya que los reyes se atribuyen la convocatoria de los concilios y la presidencia e inauguración de los mismos. En esta asamblea se exponen los temas que deben ser abordados, son los llamados Tomus Regio.

Participaran en los concilios algunos representantes de los reyes. Las decisiones que se abordan tienen que ser ratificadas y a partir de ese momento adquieren el rango de ley. Estos concilios en ocasiones serán utilizados por los nobles para quitar poder a los reyes, como es el caso de IV Concilio de Toledo, en el que se declara la monarquía electiva.

### El derecho
El problema es fundamental, el derecho de los visigodos tiene el problema de su vigencia. A partir del 418, el derecho tiene una doble personalidad, ya que coexisten dos poblaciones en un mismo territorio. Los hispanorromanos se regían por el derecho romano y los visigodos, que eran la minoría dominante, por el derecho germánico.
La primera diferencia es que el derecho romano es escrito y el visigodo es consuetudinario, basado en la costumbre, por lo que este era inferior al romano. Durante esa primera etapa hasta el 466 en que los visigodos se olvidan de Roma, toda la legislación emana de un poder subalterno dependiente de Roma, ya que el rey visigodo es representante del Imperio.
Las leyes en este periodo de los pueblos visigodos se hacía de forma de edicto, pero no era una cosa nueva, ya que la ley romana también tenía edictos que promulgaban los representantes en las provincias romanas. Los pretores eran los que promulgaban estas leyes limitadas en el espacio y en el tiempo.
Ejemplos de estos edictos son los Edictos de Teodorico I y Teodorico II y los romanos Código Teodosiano, Leyes de Valentiniano III y otras leyes que se llamaban Nuevas leyes; también estaban los iura que eran leyes de los magistrados romanos.
Estos dos tipos de leyes conviven hasta que llegue al trono Eurico (466-484), quien promulgó el Código de Eurico, compuesto por 400 capítulos y que es un resumen de leyes romanas y leyes consuetudinarias visigodas. La promulgación del código se produjo con la ruptura del foedus del 418 que en lo que se refiere al contexto judicial provoca una serie de hechos:
- Se paralizó la recepción de nuevas leyes romanas.
- Se intentó por parte de los reyes visigodos dar una legitimidad a las leyes en su territorio.
- Se intentó una reunificación de las leyes y los iura.
- Se intentó abolir el derecho judicial romano e introducir el germánico.

El siguiente paso se dio en tiempos de Alarico II (506), quien promulgó el Breviario de Alarico o Lex Romana Visigothorum, que tenía carácter general tanto para romanos como para visigodos. Para su contenido toma el Codex Teodosiorum y algunos iura.
Este es el código romano por excelencia, ya que en él se especifican claramente cuáles son las penas en el caso de que sea el infractor un visigodo o bien un romano. Pero la promulgación de este código no supuso la derogación del Código de Eurico. Después de este código se promulgó el Codex Revisus, realizado por Leovigildo.
El proceso legislativo tenía los siguientes pasos:
- Promulgación de la ley.
- Firma de esta ley por el rey o el canciller.
- La ley se sacaba en edicto y era expuesta en público; sin que esto ocurriera la ley no era válida. La lengua en la que se escribían las leyes era el Latín.
- La ley original era conservada en el tesoro real.

Por último hay que decir que la ley visigoda no se interpretaba, sino que se tomaba al pie de la letra.

## Población
Los visigodos constituyeron una minoría dentro de la masa de la población hispanorromana. La proporción es difícil precisar y, sin seguridad, se estima en unos 200 000 visigodos frente a unos ocho o nueve millones de hispanorromanos, según Claudio Sánchez-Albornoz. Según Ramón de Abadal, la oligarquía aristocrático-militar en el reino visigodo hispánico estaría en manos de unas 1 500 familias, es decir unas 7 000 a 10 000 personas.